# Kobile
Kobile este o localitate din comuna Krško, Slovenia, cu o populație de 28 de locuitori.